# Stéphane Caillard
Pour les articles homonymes, voir Caillard.
Stéphane Caillard est une actrice française, née le 28 mai 1987 à Paris,.

## Biographie

### Famille et formation
Elle est la fille d'un pianiste et acteur ayant travaillé régulièrement dans le domaine du cinéma, Jean-Louis Caillard, et d'une mère travaillant dans la mode originaire de Cherbourg. Elle effectue sa scolarité au lycée Rodin à Paris et y obtient un baccalauréat général littéraire en 2005. Elle a suivi des cours de théâtre à l'INSAS à Bruxelles et au Studio-théâtre d'Asnières[réf. souhaitée].

### Carrière
Stéphane Caillard commence très tôt sa carrière d'actrice, dans un téléfilm ; dès 1999, elle joue dans divers téléfilms et séries télévisées. En 2004, elle interprète Camille Dassin, la fille du personnage joué par Richard Bohringer, dans la série Docteur Dassin, généraliste. Richard Bohringer lui offre ensuite son premier petit rôle au cinéma. Parallèlement, elle prend des cours de théâtre, à l'INSAS de Bruxelles, puis au Studio-théâtre d'Asnières. En 2011, elle apparaît dans Les Lyonnais, le film d'Olivier Marchal. En 2012, elle intègre la Compagnie du Boramar à Collioure avec laquelle elle joue deux pièces de Molière. En 2013, elle joue un rôle de charme remarqué dans le premier épisode « Jeux de glaces » de la deuxième saison des Petits meurtres d'Agatha Christie où elle donne la réplique à Samuel Labarthe. Elle décroche son premier rôle important en 2015, en interprétant Alma, l'une des trois héroïnes de la série La Vie devant elles.
En 2016, elle rejoint le casting de la série Marseille, produite par Netflix. Elle tient le rôle de Julia Taro, la fille du maire sortant.
En 2023, Stéphane Caillard incarne la navigatrice Florence Arthaud dans le film Flo, réalisé par Géraldine Danon et coécrit avec Yann Queffélec. Grâce à ce rôle, elle fait partie de la liste des nommées aux révélations des César 2024.

### Vie privée
Elle est la compagne du comédien Samuel Jouy, avec qui elle a une fille, Norma.

## Filmographie

### Cinéma
Longs métrages
- 2006 : C'est beau une ville la nuit de Richard Bohringer
- 2010 : Le Temps de la kermesse est terminé de Frédéric Chignac : une touriste
- 2011 : Les Lyonnais d'Olivier Marchal : Janou jeune
- 2011 : Rabat de Julius Ponten : Julie
- 2015 : Premiers Crus de Jérôme Le Maire : Cécile
- 2016 : Juillet Août de Diastème : Louise
- 2016 : Bastille Day de James Watkins : Béatrice
- 2017 : Chez nous de Lucas Belvaux : Victoire Vasseur
- 2019 : Furie d'Olivier Abbou : Chloé Diallo
- 2020 : Los europeos de Víctor García León : Odette
- 2023 : Flo de Géraldine Danon : Florence Arthaud
- 2025 : Ad vitam de Rodolphe Lauga : Léo

Courts métrages
- 2006 : Café de François Négret
- 2015 : Star Dust de Arnaud Le Roch : Luna
- 2015 : Le Sommeil des Amazones de Bérangère McNeese : Lena
- 2018 : Les Chercheurs de Aurélien Peilloux
- 2018 : Lucienne mange une auto de Geordy Couturiau : Lucienne
- 2018 : Je suis filmée de Jonathan Burteaux
- 2018 : BabY de Tommy Weber : elle
- 2021 : Lucienne dans un monde sans solitude de Geordy Couturiau : Lucienne

### Télévision
- 1999 : La Maison d'Alexina (téléfilm) de Mehdi Charef : Momo
- 2000 : Rue Oberkampf (téléfilm) de Gilles Adrien : Bambi
- 2001 : Carnet d'ado (série télévisée), épisode Grosse bêtise (téléfilm) d'Olivier Péray : Elodie
- 2004 : L'été de Chloé (téléfilm) de Heikki Arekallio : Chloé
- 2004-2005 : Docteur Dassin, généraliste (série télévisée), 3 épisodes de Stéphane Kurc : Camille Dassin
- 2006 : Le Maître du zodiaque (mini-série télévisée) de Claude-Michel Rome : Sandrine Daguerre
- 2007 : Commissaire Valence (série télévisée), épisode 9 Permis de tuer de Nicolas Herdt : Judith Kessel
- 2010 : Les Petits meurtres d'Agatha Christie (série télévisée), saison 1, épisode 5 Le Chat et les souris d'Éric Woreth : Annabelle de Lussac
- 2009 : Suite noire (série télévisée), épisode 8 Envoyez la fracture de Claire Devers : la secrétaire de Macquart
- 2011 : Mystère au Moulin Rouge (téléfilm) de Stéphane Kappes : Marie Baraud
- 2012 : Les Petits meurtres d'Agatha Christie (série télévisée), épisode 1 Jeux de glaces d'Éric Woreth : Juliette
- 2013-2014 : Borgia (série télévisée), de Tom Fontana, saison 2 : Charlotte d'Albret
- 2013 : RIS police scientifique (série télévisée), épisode À bout de course de Julien Zidi : Emma Vernon
- 2013 : Cherif (série télévisée), saison 1, épisode 6 Diagnostic : meurtre de Julien Zidi : l'étudiante Manon
- 2014 : Meurtres à... (collection télévisée) : Meurtres au Pays Basque (téléfilm) d'Éric Duret : Kattin Arrosteguy
- 2015-2017 : La Vie devant elles (série télévisée) de Gabriel Aghion, saisons 1 et 2 : Alma
- 2015 : Neuf jours en hiver (téléfilm) d'Alain Tasma : Frédérique
- 2016-2018 : Marseille de Florent-Emilio Siri (série télévisée) : Julia Taro
- 2018 : Genius (série télévisée), saison 2 : Geneviève Aliquot
- 2018 : Maroni, les fantômes du fleuve (série télévisée) d'Olivier Abbou[8] : Chloé Bresson (rôle principal)
- 2021 : Maroni,  le territoire des ombres (série télévisée) d'Olivier Abbou : Chloé Bresson (rôle principal)
- 2019-2021 : La Guerre des Mondes (série télévisée) : Chloé Dumont
- 2020 : Atelier Vania, adaptation filmée de la pièce Oncle Vania par Jacques Weber : Éléna
- 2022 : Atelier Misanthrope : Qu'est-ce donc ? Qu'avez-vous ?, adaptation filmée du premier acte du Misanthrope par Jacques Weber : Célimène

### Clips vidéo
- 2014 : Games de Burning Peacocks, réalisé par Agathe Riedinger
- 2016 : Tears of Lava de Burning Peacocks, réalisé par Alma Jodorowsky

## Théâtre
- 2012 : Le Misanthrope ou l'Atrabilaire amoureux de Molière, compagnie du Boramar : Célimène
- 2013 : Le Médecin malgré lui de Molière, compagnie du Boramar : Jacqueline
- 2018 : La Musica deuxième de Marguerite Duras, mise en scène Jacques Weber, Théâtre du Petit-Saint-Martin
- 2022 : Ivanov d'Anton Tchekhov, mise en scène Christian Benedetti, Théâtre Studio à Alfortville : Anna Petrovna
- 2022 : Trois Sœurs d'Anton Tchekhov, mise en scène Christian Benedetti, Théâtre Studio à Alfortville : Macha
- 2023 : Guerre de Lars Norén, mise en scène Christian Benedetti, Théâtre Studio à Alfortville : A
- 2023 : Ruy Blas de Victor Hugo, mise en scène Jacques Weber, théâtre Marigny : la Reine